# Амарак
Амара́к — персонаж давньогрецької міфології, син кіпрського царя і першого жерця Афродити Кініра.
Перед проведенням церемонії в храмі він випадково розлив храмові пахощі. Від страху хлопчик перетворився на майоран.